# Мокра Лука
Мокра Лука (слч. Mokrá Lúka) насељено је мјесто са административним статусом сеоске општине (слч. obec) у округу Ревуца, у Банскобистричком крају, Словачка Република.

## Становништво
| Година:    | 1994. | 2004.    | 2014.   | 2024.   |
| ---------- | ----- | -------- | ------- | ------- |
| Број људи: | 458   | 536      | 513     | 545     |
| Разлика:   |       | +17,03 % | -4,29 % | +6,23 % |

| Година:    | 2023. | 2024.   |
| ---------- | ----- | ------- |
| Број људи: | 557   | 545     |
| Разлика:   |       | -2,15 % |

Према подацима о броју становника из 2011. године насеље је имало 528 становника.